# Єрмашовка
Єрмашовка (рос. Ермашовка) — присілок в Перемишльському районі Калузької області Російської Федерації.
Населення становить 11 осіб. Входить до складу муніципального утворення Село Іллінське.

## Історія
Від 2004 року входить до складу муніципального утворення Село Іллінське

## Населення
| 2002 | 2010 |
| ---- | ---- |
| 14   | ↘11  |